# Alpaslan Ertüngealp

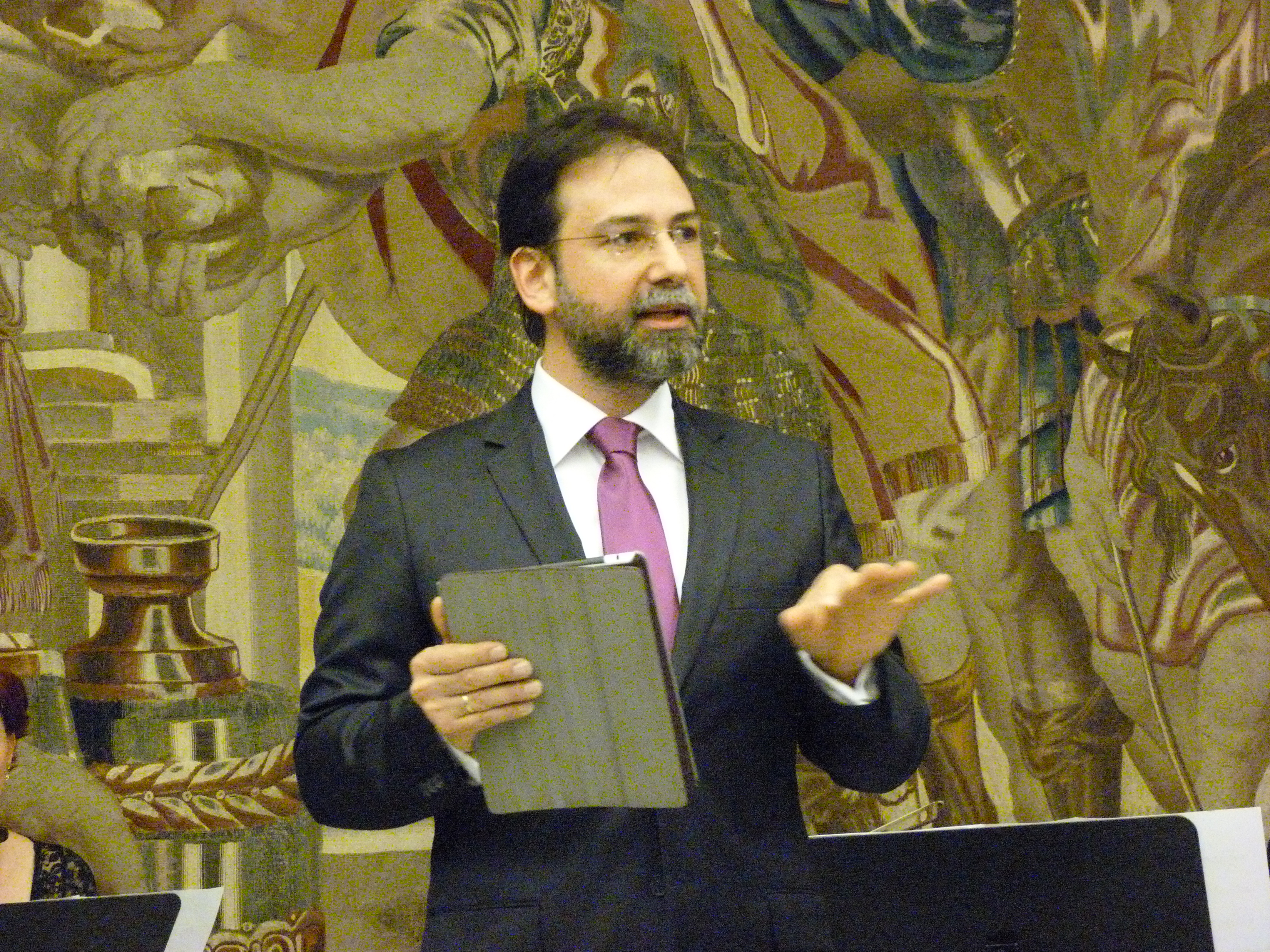
Alpaslan Ertüngealp az Országos Széchényi Könyvtár kiállításának megnyitóján (2014. április 23.)

Alpaslan Ertüngealp (Isztambul, 1969 –) törökországi görög származású, Magyar filozófus, karmester, zongoraművész.

## Élete
Multikulturális családban nőtt fel. Hétévesen bekerült az Isztambuli Mimar Sinan Egyetem alatt működő konzervatóriumba, itt kezdte zongoratanulmányait. Az Isztambuli Német Iskolában, a Deutsche Schule Istanbulban érettségizett szülővárosában. 1987-ben lett a budapesti Zeneakadémia zongora szakának hallgatója, 1993-ban kapta meg Summa cum Laude művész-tanári diplomáját. Ezt követően Lukács Ervin és Gál Tamás növendékeként elvégezte a karmesterképzőt, amelyet 2000-ben Summa cum Laude fejezett be. Több karmesterversenyen végzett az élmezőnyben, 1998-ban a Magyar Televízió 9. nemzetközi versenyén harmadik, 1999-ben a szentpétervári Prokofjev karmester versenyen harmadik, majd 2002-ben Athénban a Mitropoulos karmester versenyen első helyezett lett.
A 2000–2001-es tanévben a Miskolci Egyetem zeneművészeti intézetének oktatója volt. 2001-től a szombathelyi Savaria Szimfonikus Zenekar vendégkarmestere, 2006-tól 2009-ig zeneigazgatója. 2011 tavaszától a maestro haláláig Claudio Abbado művészeti asszisztense, helyettese volt.
2017-től 2019 végéig a Gül Baba Örökségvédő Alapítvány által működtetett budapesti Gül Baba Múzeum és Kiállítóhely kulturális és művészeti igazgatója, majd az alapítvány kulturális tanácsadója.
Jelenleg önállóan, és még 2002-ben Artemisia Kamarazenekar néven alapított saját együttesével (mai neve Academia Hungarica Kamarazenekar) világjáró karmester, de zongoraművészként is nagyra becsült művész. Repertoárja igen kiterjedt, jelenleg több mint 750 zenekari és vokális műből áll, amiben Haydn összes szimfóniája is szerepel. Csaknem valamennyi magyar szimfonikus zenekart irányította, és számos vezető külföldi együttessel dolgozott. 
Alapítója az ADAP (Association des Artistes pour la Paix), a művészek békeszervezete kelet-európai szekciójának. 2004-ben Budapesten új EU-tagállamokat ünneplő fesztivált és 2006-ban magyar–szlovák „békekoncertet” szervezett.
2023-ban a Pécsi Tudományegyetem Filozófia Doktori Iskolájában Summa cum Laude szerezte a doktori (PhD) címét. 2020 óta 15 országos konferencián tartott filozófiai előadásokat, és 10 tanulmányt publikált, amelyek a Magyar Tudományos Művek Tárán (mtmthu) keresztül elérhetők. Jelenleg a Pécsi Tudományegyetem Filozófia Doktori Iskolájának előadója, témavezetője zenefilozófia tárgykörben, és a Pécsi Tudományegyetem Kultúratudományi, Pedagógusképző és Vidékfejlesztési Karának (PTE KPVK) tudományos kutatója, illetve a PTE KPVK Interdiszciplináris Kultúra- és Művészetelméleti Kutatócsoportjának tagja.

## Díjai, elismerései
- 2003 – Artisjus-díj
- 2002 – 1. díj, Mitropoulos Nemzetközi Karmesterverseny, Athén
- 1999 – 3. díj, 2. Prokofjev Nemzetközi Karmesterverseny, Szentpétervár
- 1998 – 3. díj, 9. „Ferencsik János” Nemzetközi Karmesterverseny, Budapest

## Diszkográfia
- Ildebrando Pizzetti: Kamarazene (Rásonyi Leila, Fenyő László) Marco Polo 8.223812 és Naxos 8.570875 (1994)